# دهستان قاهان
دهستان قاهان یکی از دهستان‌های بخش قاهان شهرستان جعفرآباد در استان قم ایران است.
دهدار قاهان علیرضا باقری قاهانی می‌باشد.

## جمعیت
جمعیت دهستان قاهان براساس سرشماری عمومی نفوس و مسکن در سال ۱۳۹۵ برابر با ۲٬۱۸۶ نفر بوده‌است.